# 20 Batalion Saperów (PSZ)
20 Batalion Saperów (20 bsap) – pododdział saperów Polskich Sił Zbrojnych.

## Historia batalionu
20 batalion saperów został sformowany na podstawie zarządzenia L.dz. 1988/204/ AG/tj. dowódcy 2 Korpusu Polskiego z dnia 24 maja 1945 roku. Organizacja batalionu została rozpoczęta 5 czerwca 1945 roku w Polskim Skrzydle Saperów stacjonującym w Kapua we Włoszech. Tego dnia do miejsca formowania przybyły zawiązki dowództwa batalionu i wchodzących w jego skład pododdziałów.
Tam rozpoczęto wcielenie i selekcjonowanie przybyłych „fachowców” z jednostek innych broni, żołnierzy Wojska Polskiego uwolnionych z niemieckiej niewoli oraz Polaków - żołnierzy Wehrmachtu wziętych do niewoli w czasie kampanii włoskiej, którzy zgłosili chęć służenia w Polskich Siłach Zbrojnych.
16 września 1945 roku baon został przeniesiony do obozu „Delhi” w Kapua, gdzie zajął miejsce obok Polskiego Skrzydła Saperów. W tym czasie jednostka była już oddziałem gospodarczym.
3 stycznia 1946 roku baon własnymi środkami transportowymi przemieścił się do Fano położonej 50 km na północ od Ankony. Tam został włączony w skład Grupy Saperów 2 Korpusu Polskiego.
Zadania, jakie miał wypełniać batalion, a co za tym idzie wyposażenie go w ciężki sprzęt mechaniczny wymagały posiadanie wysokiej klasy specjalistów. Plan szkolenia opracowany w Dowództwie Saperów 2 Korpusu i Dowództwie Grupy Saperów kładł szczególny nacisk na szkolenie specjalistów, którzy stanowili prawie 80% stanu osobowego jednostki. Od 5 czerwca 1945 roku do 3 czerwca 1946 roku 493 szeregowych ukończyło różnego rodzaju kursy organizowane przez inne jednostki 2 KP. Poza tym w baonie prowadzono intensywne szkolenie i doskonalenie na właściwym sprzęcie. Plan szkolenia batalionu zakładał, że każdy żołnierz obok posiadanej specjalności musiał zdobyć podstawową wiedzę saperską.
Kompania saperów drogowych niezależnie od normalnych prac saperskich (wykonywanych przez dywizyjne kompanie saperów), była przygotowana do budowy dróg i mostów, obliczonych na duże obciążenia, we wszelkich warunkach terenowych, przy użyciu ciężkiego sprzętu mechanicznego - tak na tyłach oddziałów jak i w sferze przyfrontowej.
Zadaniem 21 kompanii saperów była budowa ciężkich mostów w trudnych warunkach terenowych, współpraca z jednostkami innych broni w działaniach bojowych, a także wzmocnienie dywizyjnych jednostek saperskich. Organizacja i wyposażenie 21 ksap były takie same, jak dywizyjnej kompanii saperów.

## Organizacja batalionu
- Dowództwo 20 batalionu saperów
- 21 kompania saperów
- 91 kompania saperów drogowych
- 92 kompania saperów drogowych
- 93 kompania saperów drogowych
- 20 pluton elektromechaniczny
- czołówka naprawcza 20 baonu saperów
- pluton łączności 20 baonu saperów[2]

## Obsada oficerska 20 baonu saperów
Stan z dnia 18 lipca 1946 roku z uwzględnieniem oficerów, którzy odeszli przed 18 lipca 1946 roku.
Dowództwo baonu
- dowódca baonu - mjr inż. Hipolit Marian Smoczkiewicz (od 5 VI 1945)
- p.o. zastępcy dowódcy baonu - mjr Eugeniusz Szubert (od 12 XII 1945)
- adiutant - kpt. Edward Mitko (od 5 VI 1945)

21 kompania saperów
- dowódca kompanii - kpt. Józef Buła (od VI 1945)
- zastępca dowódcy - por. Władysław Wojnarski (od VI 1945)
- dowódca I plutonu - por. Stefan Kozera (od 12 XII 1945)

91 kompania saperów drogowych
- dowódca kompanii - kpt. inż. Jan Czajkowski (do XII 1945)
- dowódca kompanii - kpt. inż. Aleksander Konarzewski (od 24 XII 1945)
- zastępca dowódcy kompanii - por. Stefan Librowski (od 21 IX 1945)

92 kompania saperów drogowych
- dowódca kompanii - por. Henryk Woźnicki (do IV 1946)
- zastępca dowódcy kompanii - por. Juliusz Rudnicki (od VI 1945)

93 Kompania saperów drogowych
- dowódca kompanii - kpt. inż. Walerian Cheładze (od 12 X 1945)
- zastępca dowódcy kompanii - kpt. Edward Henzel (od 12 XII 1945)

20 pluton elektromechaniczny
- dowódca plutonu - ppor. Bronisław Kijowski (od VI 1945)

czołówka naprawcza 20 baonu saperów
- dowódca czołówki - por. Przemysław Stypiński (od 21 IX 1945)